# RTA (klad)
RTA – klad pająków z infrarzędu pająków wyższych.

## Morfologia
Pająki wyróżniają się synapomorfią w postaci obecności na goleni nogogłaszczków samca apofizy retrolateralnej. Apofiza ta leży na powierzchni bocznej goleni zwróconej w stronę przeciwną otworowi gębowemu. Jej pierwotną funkcją jest stabilizacja nogogłaszczka w trakcie kopulacji. W grupie tej zanikł plezjomorficzny układ trichobotrii na nadstopiach i stopach odnóży. Zamiast niego występuje jeden lub więcej szeregów trichobotrii, zwykle o zwiększających się w kierunku odsiebnym rozmiarach. Układ taki zwiększa wrażliwość na wibracje, polepszając słuch tych pająków.
Większość przedstawicieli kladu stanowią pająki aktywnie polujące, niebudujące sieci łownych.

## Taksonomia
Do kladu tego zalicza się rodziny:

- Agelenidae – lejkowcowate
- Amaurobiidae – sidliszowate
- Anyphaenidae – motaczowate
- Cheiracanthiidae – zbrojnikowate
- Cithaeronidae
- Clubionidae – aksamitnikowate
- Corinnidae
- Cryptothelidae
- Ctenidae
- Cybaeidae – topikowate
- Cycloctenidae
- Desidae
- Dictynidae – ciemieńcowate
- Gallieniellidae
- Gnaphosidae – worczakowate
- Hahniidae
- Homalonychidae
- Lamponidae
- Liocranidae – obniżowate
- Lycosidae – pogońcowate
- Miturgidae – trawnikowcowate
- Oxyopidae – śpiesznikowate
- Penestomidae
- Philodromidae – ślizgunowate
- Phrurolithidae
- Pisauridae – darownikowate
- Prodidomidae
- Psechridae
- Salticidae – skakunowate
- Selenopidae
- Senoculidae
- Sparassidae – spachaczowate
- Stiphidiidae
- Thomisidae – ukośnikowate
- Toxopidae
- Trachycosmidae[4]
- Trachelidae
- Trechaleidae
- Trochanteriidae
- Udubidae
- Viridasiidae
- Xenoctenidae
- Zodariidae
- Zoropsidae